# Чинто-Каомаджоре
Чинто-Каомаджоре (італ. Cinto Caomaggiore, вен. Sinto Caomagior) — муніципалітет в Італії, у регіоні Венето, метрополійне місто Венеція.
Чинто-Каомаджоре розташоване на відстані близько 440 км на північ від Рима, 60 км на північний схід від Венеції.
Населення — 3282 особи (2014).
Щорічний фестиваль відбувається 3 лютого. Покровитель — святий Власій.

## Демографія
Населення за роками:

Станом на 1 січня 2023 року в муніципалітеті офіційно проживали 243 іноземці з 28 країн, серед них 79 громадян країн Євросоюзу та 7 громадян України.

## Сусідні муніципалітети
- Кйонс
- Груаро
- Портогруаро
- Прамаджоре
- Сесто-аль-Регена